# ブルー・デュ・ヴェルコール＝サスナージュ
ブルー・デュ・ヴェルコール＝サスナージュ（フランス語: Bleu du Vercors-Sassenage）は14世紀にフランスローヌ＝アルプ地方で修道士によって開発された、牛乳を原料とする非加熱非圧縮タイプのブルーチーズ。1338年、サスナージュを領していたアルベール男爵はこのチーズの販売自由化を認めた。1900年頃一旦衰退したものの復活し、現代ではドーフィネ一帯で生産され、1998年にはAOC認定を受けている。
ピエール・ラルースによるラルース大百科事典の記載によれば、フランス王フランソワ1世はこのチーズを大変に好んだとのことである。ほかにオリヴィエ・ド・セール『農業経営論』（1600年）などにもこのチーズへの言及が見られる。